# Miguel García (fraile)
Miguel García (cca. 1790-) también conocido como el Padre Basilio, fue un religioso cisterciense perteneciente al convento de San Basilio en Madrid. Fue guitarrista, organista y compositor que desempeñó su actividad musical entre finales del siglo XVIII y principios del XIX. Llegó a ser el organista del Monasterio de El Escorial. Se tienen muy pocos datos sobre él, y se desconocen también los lugares exactos y las fechas concretas de su nacimiento o muerte. Debió pasar la mayor parte de su vida en Madrid en donde es probable que coincidiera con Boccherini, puesto que el compositor italiano en uno de sus quintetos (op. 40, no. 2) indica: "a la manera de tocar del Padre Basilio", nombre por el que se conoció a Miguel García. Fue uno de los maestros del guitarrista Dionisio Aguado.
Rafael Mitjana y Emilio Pujol se refieren a él como un guitarrista que tuvo un notable prestigio en su época. A él se le atribuye el añadido de la sexta cuerda de la guitarra y el abandono del rasgueado por el punteado.
Sólo se conocía una obra de su autoría para guitarra, hasta que el guitarrista Carles Trepat localizó  3 sonatas. Una de las sonatas, compuesta en 2 movimientos (el primero en forma sonata y el segundo con forma rondó) y cuatro minuetos. El propio Trepat ha dado a conocer algunas de estas obras como Sonata de Cesolfaut, Minueto, Sonata de Elami. Según cita el guitarrista catalán: "Se trata de unas sonatas en forma muy cercana a las sonatas de Scarlatti, aunque con un lenguaje más evolucionado hacia el estilo galante (...)".
- Poselli, Franco. "L'enigmatica figura di Padre Basilio", en Il Fronimo: rivista trimestrale di chitarra e liuto, vol. 1, n. 2 (aprile 1973), p. 27-29

- Datos: Q24213335